# Poljupci i zagrljaji
Poljupci i zagrljaji ili xoxo je pojam koji se koristi označavanje bliskosti ili prijateljstva a stavljase obično na kraj pisma, imejla ili SMS tekstualne poruke.  Neki izvori navode mogućnost da "x" označava zagrljaje a "o" poljupce. Međutim najveći broj pouzdanih izvora naznačava da se "x" koristi da obeleži poljubac a "o" da obeleži zagrljaj.  Upotreba znaka "x" da označi poljubac datira navodno još iz 1765. godine.